# Tecla de Borja
Tecla de Borja (Játiva, en torno a 1435-Valencia, 1459)  fue una noble y poetisa valenciana, hermana del papa Alejandro VI.

## Biografía
Nacida en Játiva en torno a 1435, siendo hija de Jofre, quien poseía una casa en el Districte Mercat, donde nacieron sus hijos, e Isabel de Borja. Era hermana de, entre otros, Rodrigo, que fue papa como Alejandro VI, y sobrina de Calixto III. Al fallecer su padre, se mudó con su madre a Valencia, donde recibió educación. Se codeó con los intelectuales de más elevada alcurnia de la ciudad. Ausiàs March, uno de los poetas más relevantes del Siglo de Oro Valenciano, le dedicó los siguientes versos:

Entre los ulls é les orelles
Yo m' trob un constrast molt gran;
E de aquell jutgesa os fan
Parlant de vos maravelles.
tal y como lo reproduce Serrano y Sanz

De Borja le respondió, también en verso y también en valenciano:

Oides vostres rahons belles
Bon Mossen March, á qui m' comán,
Responchvos breu al que dit han,
Segons juhi que fas d'aquelles.
tal y como lo reproduce Serrano y Sanz

Contrajo matrimonio con Vidal de Vilanova, pero no consta que tuviera descendencia con él. «Estuvo dotada de singular belleza y de gran ingenio», dice de ella Serrano y Sanz en sus Apuntes para una biblioteca de escritoras españolas desde el año 1401 al 1833.
Falleció en Valencia a mediados de 1459, atacada por la peste negra, que se había propagado por la ciudad. Antonio Tridentone, clérigo de Parma, lloró su deceso en una elegía en latín.